# 列奥纳多·达·芬奇 (2021年电视剧)
《列奥纳多·达·芬奇》（義大利語：Leonardo）是一部由弗兰克·斯伯特尼兹和斯蒂芬·汤普森创作的历史剧电视连续剧。 该剧由意大利的Lux Vide公司联合意大利广播电视公司 、索尼影视娱乐、弗蘭克·斯伯特尼和費迪·夏摩亞以及法国电视台和西班牙廣播電視公司共同制作。 
该系列通过使达芬奇成名的作品以及作品中隐藏的故事讲述了达芬奇非凡的一生，一点一点揭示了一个痴迷于追求完美的人内心的折磨。
2021 年 3 月，宣布作品将制作第二季 
，之后在2022年宣布续作的制作公司Lux Vide已被卢森堡RTL集团旗下的制作公司弗里曼特爾收购。 
该剧在2024年12月23日，在中国大陆地区湖南卫视首播。